# عشق است که مرا پیش می‌برد
عشق است که مرا پیش می‌برد (به ایتالیایی: È l'amor che mi rovina) یک فیلم کمدی ایتالیایی به کارگردانی ماریو سولداتی و نقش‌آفرینی والتر کیاری است که در سال ۱۹۵۱ منتشر شد.

## گزیدهٔ بازیگران
- والتر کیاری
- لوچا بوزه
- آرولدو تیری
- ادواردو چانلی
- ویرجیلیو رینتو
- جکی فراست